# Hans-Georg Ziebertz
Hans-Georg Ziebertz (* 8. März 1956 in Veen (Alpen)) ist Theologe und Erziehungs- und Sozialwissenschaftler. Er lehrt und forscht als Professor für Religionspädagogik (Praktische Theologie) an der Julius-Maximilians-Universität Würzburg.

## Werdegang
Hans-Georg Ziebertz studierte von 1977 bis 1983 Katholische Theologie, Soziologie und Erziehungswissenschaft an der Westfälischen Wilhelms-Universität Münster. Die Fächer Theologie und Erziehungswissenschaft schloss er mit dem Diplom ab. Ehrenamtlich hat er verschiedene Positionen in der kirchlichen Jugendarbeit innegehabt, zuletzt als Diözesanvorsitzender des Bund der Deutschen Katholischen Jugend (BDKJ), einem Dachverband katholischer Jugendverbände im Bistum Münster. Nach dem Studium war er von 1984 bis 1990 Referent in der Bundesstelle für Katholische Jugendarbeit in Düsseldorf. Parallel zur Berufstätigkeit begann er 1986 als externer Doktorand an der Universität Nijmegen (Niederlande) mit einer Dissertation. In Nijmegen lernte er unter der Begleitung von Professor Johannes A. van der Ven den Ansatz einer Empirischen Theologie kennen und promovierte 1990 mit einer empirischen Arbeit Moralerziehung im Wertpluralismus an der Theologischen Fakultät. 1993 folgte die Promotion in Erziehungswissenschaften an der Eberhard Karls Universität Tübingen und 1994 die Habilitation an der Johannes Gutenberg-Universität Mainz.
Von 1990 bis 1995 war Ziebertz wissenschaftlicher Assistent im Department Praktische Theologie an der Universität Nijmegen, 1995 folgte ein Ruf auf den Lehrstuhl für Praktische Theologie und die Leitung des Instituts für Praktische Theologie an der Universität Utrecht. 1998 erhielt Ziebertz Rufe nach Bochum und Würzburg und wechselte an die Julius-Maximilians-Universität Würzburg als Professor für Religionspädagogik, wo er den Ansatz einer Empirischen Religionspädagogik weiter entwickelte. Ziebertz gilt als einer der führenden empirisch arbeitenden Praktischen Theologen. 2022 wurde er in den Ruhestand verabschiedet.

## Forschung
Forschungsschwerpunkte von Hans-Georg Ziebertz liegen in den Bereichen Interkulturalität und Interreligiosität, Islam und Christentum, Religion und Moderne, Religiöse Sozialisation, Empirische Jugendforschung und Religion und Menschenrechte. 2003 erschien die empirische Jugendstudie Religiöse Signaturen und seit 2005 drei Bände Youth in Europe, in denen die Ergebnisse einer internationalen Jugendstudie unter 10.000 Jugendlichen in zehn Ländern Europas präsentiert werden. In diesen Studien wurden Jugendliche nach ihren Lebensperspektiven und Weltbildern befragt. Von 2012 bis 2018 war Ziebertz Leiter des internationalen empirischen Forschungsprogramms Religion and Human Rights. Beteiligt waren 25 Ländern mit einer Stichprobe von N=25000. Die Ergebnisse sind veröffentlicht in den Reihen Empirical Research in Religion and Human Rights im Brill Verlag und der Reihe Religion and Human Rights bei Springer International.

## Mitgliedschaften
Hans-Georg Ziebertz ist u. a. Mitglied der deutschen Arbeitsgemeinschaft für Religionspädagogen, der Sektion Religionssoziologie der Deutschen Gesellschaft für Soziologie (DGS), der International Academy of Practical Theology und des International Seminar on Religious Education and Values.
Von 1996 bis 1997 und erneut von 2012 bis 2013 war er Mitglied eines Komitees zur Evaluation Theologischer Fakultäten in den Niederlanden und Belgien, von 2001 bis 2002 hat er als Rapporteur General auf Einladung des Stability Pact Sarajevo und der UNESCO in einer internationalen Beratergruppe für interkulturelle Bildung an den Schulen in Bosnien und Herzegowina mitgewirkt, von 2004 bis 2005 war er als Experte auf Einladung des Europarates Mitglied des Programms Intercultural education in the South Caucasus Region, von 2005 bis 2011 Mitglied des Leitungsgremiums des Nationalen Forschungsprogramms Religion, State and Society des Schweizerischen Nationalfonds (SNF), von 2005 bis 2008 hat er im Steering committee des TRES-networks Teaching Religion in a multicultural Europe (EU-Socrates programme) mitgearbeitet und von 2006 bis 2010 war er Präsident der International Society of Empirical Research in Theology (ISERT). Von 2008 bis 2012 war er Mitglied des Fachkollegiums Theologie der Deutschen Forschungsgemeinschaft (DFG).
Ziebertz ist u. a. Herausgeber der Buchreihen Empirische Theologie, International Practical Theology und Religionspädagogik in pluraler Gesellschaft, er wirkt u. a. mit in Redaktionsbeiräten des Journal of Empirical Theology, des Journal of Beliefs and Values und der Zeitschrift Hikma.

## Auszeichnungen
2013 erhielt Hans-Georg Ziebertz den renommierten Swedish-German Research Award, der gemeinsam vom Riksbankens Jubileumsfond und der Alexander-von-Humboldt-Stiftung verliehen wird. Mit dieser Auszeichnung ist eine Einladung zu einem Forschungsaufenthalt an der Universität Uppsala verbunden.

## Schüler
Zu Ziebertz' Schülern gehören Ulrich Riegel, Alexander Unser, Boris Kalbheim und Stefan Heil.

## Publikationen (Auswahl)
Die komplette Liste findet sich auf der Webseite der Katholisch-Theologische Fakultät der Universität Würzburg.
- mit Francis-V. Anthony (Hrsg.): Human Rights and the Separation of State and Religion. International Case Studies. Cham, Springer 2023.
- mit Francesco Zaccaria F. (Hrsg.): The ambivalent Impact of Religion on Human Rights. Empirical Studies in Europe, Africa and Asia. Cham, Springer 2021.
- (Hrsg.): International Empirical Studies on Religion and Socioeconomic Human Rights. Cham, Springer 2020.
- mit Francesco Zaccaria (Hrsg.): Euthanasia, Abortion, Death Penalty and Religion – The Right to Life and its Limitations. International Empirical Research. Cham, Springer 2019.
- mit Carl Sterkens (Hrsg.): Political and Judicial Rights through the Prism of Religious Belief. Cham, Springer 2018.
- mit Anders Sjöborg (Hrsg.): Religion, Education and Human Rights. Theoretical and Empirical Perspectives. Cham, Springer 1017.
- mit Carl Sterkens (Hrsg.): Religion and civil human rights in empirical perspective. Cham, Springer 2017.
- mit Ernst Hirsch Ballin (Hrsg.): Freedom of Religion in the 21st Century. Leiden, Brill 2015.
- (Hrsg.): Religionsfreiheit. Positionen - Konflikte – Herausforderungen, Würzburg 2015.
- mit Gordan Črpić (eds.): Religion and Human Rights. An International Perspective, Heidelberg 2015.
- mit Tobias Benzing: Menschenrechte – trotz oder wegen Religion? Münster 2013.
- mit Johannes A. van der Ven (Hrsg.): Human Rights and the Impact of Religion. Leiden 2013.
- mit Johannes A. van der Ven (Hrsg.): Tensions within and between Religions and Human Rights. Leiden 2012.
- (Hrsg.): Praktische Theologie - empirisch. Münster 2011.
- (Hrsg.): Gender in Islam und Christentum. Theoretische und empirische Studien. Münster 2010.
- (Hrsg.): Menschenrechte, Christentum und Islam. Münster 2010.
- mit Georg Hilger, Stephan Leimgruber: Religionsdidaktik. München 2010 (6. Auflage).
- mit Ulrich Riegel (Hrsg.): How Teachers in Europe teach Religion. An international empirical Study in 16 countries. Münster 2009.
- mit William K. Kay, Ulrich Riegel (Hrsg.): Youth in Europe. Band 3: An international empirical study of the significance of Religion for Life Orientation. Münster 2009.
- mit Ulrich Riegel: Letzte Sicherheiten. Eine empirische Untersuchung zu Weltbildern Jugendlicher. Gütersloh/Freiburg 2008
- mit Ulrich Riegel (Hrsg.): Europe: secular or post-secular? Münster 2008.
- Religious Education in a plural Western Society. Problems and Challenges. Münster 2008 (2. Auflage)
- mit William Kay (Hrsg.): Youth in Europe. Band 2: An international empirical Study about Religiosity. Münster 2006.
- mit William Kay (Hrsg.): Youth in Europe. Band 1: An international empirical Study about Life Perspectives. Münster 2005.
- mit Stefan Heil, Hans Mendl, Werner Simon: Religionslehrerbildung an der Universität. Profession, Religion, Habitus. Münster 2005.
- (Hrsg.): Erosion des christlichen Glaubens? Umfragen, Hintergründe und Stellungnahmen zum ‚Kulturverlust des Religiösen‘. Münster 2004.
- mit Stefan Heil, Andreas Prokopf (Hrsg.): Abduktive Korrelation. Religionspädagogische Konzeption, Methodologie und Professionalität im interdisziplinären Dialog. Münster 2003.
- mit Boris Kalbheim und Ulrich Riegel: Religiöse Signaturen heute. Ein religionspädagogischer Beitrag zur empirischen Jugendforschung. Gütersloh/Freiburg 2002.